# Púlsar de raigs X anòmal
En astronomia, el terme de pulsar X anòmal (o AXP, sigla de l'expressió anglesa Anomalous X-ray Pulsar) designa un pulsar X (és a dir un púlsar emetent principalment al domini dels raigs X), i posseint característiques atípiques per a un púlsar, en particular un camp magnètic extraordinàriament elevat, podent arribar a 10¹⁰ tesles. Els púlsars X anòmals són relativament escassos a la nostra Galàxia. Sols es coneixen una desena, mentre que la població total dels púlsars coneguts és de l'ordre de 2.000 (a l'any 2007) És possible que la marginalitat dels pulsars X anòmals resulte de diversos efectes de selecció. Tanmateix és probable que aquests objectes siguen relativament escassos entre les estrelles de neutrons, sens dubte perquè representen una fase relativament curta de la vida de certes estrelles de neutrons atípiques

## Característics
Aquestes són les característiques atípiques dels púlsars observats:
- el seu període de rotació, molt llarg per a un púlsar (6 a 12 segons) ;
- el seu alentiment molt ràpid, signe probablement d'un objecte molt jove (l'edat característica d'aquests objectes és de l'ordre d'alguns milers d'anys);
- el seu camp magnètic, del qual la intensitat és deduïda del seu alentiment, el valor típic del qual és de 10¹⁰ tesles. Això els fa objectes que posseeixen els camps magnètics més elevats de l'univers.

A causa de la magnitud extrema del camp magnètic dels púsars X anòmals, es consideren els representants més extrems d'una classe més gran de púlsars amb un fort camp magnètic, els magnetars.
Les baixes edats característiques estimades, associades a la presència freqüent de remanents de supernoves, demanen objectes joves, malgrat la seva llarga vida per a ser púlsars. Se suposa que és el camp magnètic extrem d'aquests objectes l'origen d'un alentiment molt important dels púlsars que originalment va tenir un període de rotació més característic dels púlsars joves (poques desenes de mil·lisegons).
El principal misteri que envolta aquests objectes prové de l'origen de la seva emissió X: per a alguns, no es detecta cap company o cap nebulosa al voltant, cosa que podria proporcionar la massa necessària per a la radiació que es produiria per un fenomen d'acreció.
Hom observa, per a diversos púlsars, que la intensitat del camp magnètic supera el valor crític de 4,4 × 10⁹ tesles, per la qual cosa la diferència d'energia entre els nivells de Landau (definida per la freqüència ciclotró d'un electró submergit en un camp magnètic) supera l'energia de massa d'un electró. Tanmateix, no hi ha cap limitació fonamental a la superació d'aquest valor crític, de manera que no es qüestiona l'estimació del camp magnètic que dona valors superiors a aquest límit.
El primer púlsar X anormal, PSR J2301+5852 (inicialment anomenat 1E 2259+586), ha estat descobert l'any 1981 pel satèl·lit artificial HEAO-2 (Einstein), seguit poc després per 1E 1048.1-5937. PSR J2301+5852 havia estat descobert l'any anterior sota la forma d'una font X, però sense la variabilitat regular d'un púlsar.